# Julián Andiano
Julián Carlos Andiano Eguiguren, né le 28 novembre 1951 à Errenteria (Province du Guipuscoa), est un coureur cycliste espagnol. Il est professionnel de 1975 à 1980.

## Palmarès

### Palmarès amateur
- 1972
  -  Champion d'Espagne sur route amateurs
- 1973
  - 3e étape du Tour de l'Avenir
- 1974
  - Prueba Loinaz

### Palmarès professionnel
- 1976
  -  Champion d'Espagne des régions (avec Domingo Perurena et José Nazábal)
- 1977
  - 2e étape des Trois Jours de Leganés
  - 2e des Trois Jours de Leganés
- 1979
  - 3eb étape du Tour des vallées minières (contre-la-montre)
  - 2e de la Clásica de Sabiñánigo
  - 3e du Tour des vallées minières
  - 10e du Tour d'Espagne

## Résultats sur les grands tours

### Tour de France
3 participations
- 1975 : abandon (13e étape)
- 1977 : hors délais (17e étape)
- 1978 : abandon (1rea étape)

### Tour d'Espagne
2 participations
- 1976 : 23e
- 1979 : 10e

### Tour d'Italie
2 participations
- 1976 : 14e
- 1977 : 71e